# Kenneth Rosén
Kenneth Rosén (Skellefteå, 16 settembre 1951 – 27 dicembre 2004) è stato un allenatore di calcio e calciatore svedese, di ruolo portiere.

## Carriera

### Giocatore

#### Club
Rosén giocò per l'Örebro tra il 1974 e il 1976. In precedenza fu portiere dello Skellefteå AIK.

### Allenatore
Terminata l'attività agonistica, diventò allenatore del Laxå IF prima e del Karlslunds IF poi. Successivamente, fu il tecnico dell'Örebro e del Falun. Guidò poi il Brage, lo Halmstad e il Kalmar AIK. Nella primavera del 1990 fu allenatore del B68 Toftir. Dal 1990 al 1992, fu invece la guida tecnica dello Skellefteå.
Emigrò poi in Norvegia, per allenare il Raufoss. Sempre in questo paese, seguirono esperienze allo Skjetten, al Bryne, allo L/F Hønefoss e al Kongsvinger. Tornò poi in patria nel 2003, per allenare il Gefle. Proprio al Gefle conquistò la promozione in Allsvenskan due mesi prima di morire: il Gefle mancava dal massimo campionato svedese dal 1984.
Morì di cancro il 27 dicembre 2004.